# Eduard Wagner
Pour les articles homonymes, voir Eduard Wagner (homonymie) et Wagner.
Eduard Wagner est un officier général de l'armée allemande, né le 1er avril 1894 à Kirchenlamitz et mort par suicide le 23 juillet 1944 à Zossen. Il a été Generalmajor d'artillerie et quartier-maitre général au haut commandement de l'armée de terre sous les ordres de Franz Halder, chef de l’état-major général. Il soutint le complot contre Adolf Hitler en juillet 1944.

## Biographie
Eduard Wagner est le fils du conseiller du tribunal d'instance Eduard Wagner et de son épouse Johanna, née Mackh. Après son baccalauréat au lycée de Lohr, il s'engage à l'automne 1912 dans l'armée bavaroise en tant que porte-drapeau. Il est affecté au 12e régiment d'artillerie de campagne royal bavarois (de). Le 21 octobre 1912, il est promu sergent-major. Le 20 mai 1913, il est promu enseigne de vaisseau. Le 1er octobre 1913, il est commandé à l'école de guerre. Début août 1914, le commandement est supprimé à la suite de la mobilisation. Le 1er août 1914, il est promu lieutenant dans son régiment. Lors de la mobilisation, il est affecté comme chef de section à la 2e colonne de munitions du 12e régiment d'artillerie de campagne royal bavarois.
Il intègre la Reichswehr après ses états de service pendant la Première Guerre mondiale. Fin aout 1939, en tant qu'intendant général du commandement suprême de la Wehrmacht, il conclut un accord avec Reinhard Heydrich sur le rôle et les compétences des Einsatzgruppen sur le territoire polonais sur le point d'être envahi.
Le 19 septembre 1939, à Berlin, il se voit informé par Heydrich que la mission des Einstzgruppen en Pologne est « une purification radicale : les Juifs, l'intelligentsia, le clergé, la noblesse ». Wagner dès lors s'efforce de favoriser la mise en place d'une administration militaire en Pologne avec une division du territoire en districts militaires, pensant ainsi limiter les menées des SS et des hommes d'Heydrich. Il rédige à cet effet un décret signé par Hitler le 28 septembre 1939, décret qui interdit l'octroi de pouvoirs spéciaux à des organismes tiers. Début octobre 1939, à la suite du remplacement de l'administration militaire par l'administration civile en Pologne occupée, Wagner transmet au général Wilhelm Keitel une note où il stipule au nom de la Wehrmacht que rien ne peut, ne doit se faire en Pologne sans l'aval de l'armée.
En juin 1940, à la suite de la victoire des troupes allemandes sur l'armée française il écrit : « La gloire en revient au Führer seul, car sans sa volonté, les choses n'auraient pas tourné de cette façon. » En février-mars 1941 débutent les négociations entre Wagner, qui représente l'armée, et Heydrich, qui représente le RSHA, sur le rôle et les compétences des Einsatzgruppen en URSS, nouvel objectif de conquête pour le régime nazi. Les deux hommes parviennent à un projet d'accord le 26 mars 1941 avec pour effet l'intégration des Einsatzgruppen dans l'organisation générale de la Wehrmacht. Dès le début de l'offensive contre l'URSS en juin 1941, il est chargé de la planification de la lutte contre les partisans. Fin aout 1941, Wagner participe à la préparation du massacre de Kamenets-Podolski. Le 13 novembre 1941 il déclare devant son état-major qu'« il ne peut y avoir de doute sur le fait que Léningrad doit être affamée, car il n'est pas possible de nourrir cette ville ».
Il participe à la conspiration contre Hitler du 20 juillet 1944 et à la suite de l'échec de l'attentat il se suicide d'une balle dans la tête le 23 juillet 1944.